# Annouk van der Weijdenová
Annouk van der Weijdenová (* 27. června 1986 Leiderdorp) je nizozemská rychlobruslařka.
Na velkých mezinárodních závodech se poprvé objevila na podzim 2008, kdy se představila ve Světovém poháru. V tomto seriálu však začala pravidelně nastupovat až o rok později. Dlouhou dobu se kromě SP účastnila hlavně nizozemských závodů a šampionátů. V roce 2012 se premiérově představila na Mistrovství Evropy (9. místo) a na Mistrovství světa na jednotlivých tratích, kde se v závodě na 5000 m umístila na osmé příčce. Zúčastnila se Zimních olympijských her 2014 (3000 m – 5. místo) a Zimních olympijských her 2018 (5000 m – 4. místo, závod s hromadným startem – 14. místo). Na Mistrovství světa ve víceboji 2018 získala bronzovou medaili.